# Pixum
Pixum is een internationaal actieve Duitse onderneming, gespecialiseerd in online fotoafdrukken voor consumenten, zoals fotoboeken, wenskaarten en fotoposters. Pixum is opgericht in april 2000 en is het oudste e-commerce bedrijf in Duitsland in de online foto-industrie met een extra accent op het fotoboek. De onderneming overleefde de ineenstorting van veel online bedrijven uit het Web 1.0-tijdperk de zogenaamde internetzeepbel. Het hoofdkantoor van het bedrijf staat in Keulen-Rodenkirchen.
Pixum is actief in onder meer Duitsland, België, Frankrijk, Denemarken, Nederland, Ierland, Italië, Zwitserland, Spanje, Zweden, het Verenigd Koninkrijk en Oostenrijk.

## Geschiedenis
Pixum werd in april 2000 opgericht door Daniel Attallah, Christian Marsch en Michael Ziegert als Pixum AG in Lohmar bij Keulen. Bij "photokina 2000" presenteerde het bedrijf zich voor het eerst als een internetdienstverlener voor het afdrukken van digitale beeldgegevens op fotopapier. Zo had de serviceprovider een aandeel in het populair maken van online bestellingen van fotoprints en andere fotoproducten in Duitsland.
Het bedrijf is in Nederland gecertificeerd bij Thuiswinkel Waarborg In Nederland is Pixum sinds 2018 ook actief voor de zakelijke markt.
Het bedrijf heeft verschillende online fotoservices overgenomen: eBaraza (2000), Colorwonder (2001), PhotoReflex (2010), ColorMailer (2011), FastLab (2011) en NetFoto (2011).

## Sponsoring
Pixum ondersteunt het Keulse Museum Ludwig bij de digitalisering van zijn uitgebreide fotocollectie. Als sponsor is de aanbieder van fotoservices betrokken bij sport en ondersteunt het de Duitse Handbalfederatie (DHB), de Handbal Bundesliga (HBL), en de Marathon van Keulen.

## Awards
In 2007 ontving Pixum de Deloitte Technology Fast 50 Germany Award en de Deloitte Technology Fast 500 EMEA Award/Stellar Performers als een van de snelst groeiende technologiebedrijven in Europa.
In 2022 werd het bedrijf Diginet GmbH & Co. KG, waar Pixum onder valt, bekroond als Top 100 Innovator. Deze onderscheiding wordt jaarlijks uitgereikt aan de meest innovatieve middelgrote bedrijven in Duitsland. Van het onafhankelijke instituut Great Place to Work® ontving Pixum in 2018 en 2022 de onderscheiding als een van de 100 beste werkgevers in Duitsland. De beoordeling is gebaseerd op een anonieme enquête onder alle medewerkers, uitgevoerd door Great Place to Work®. In 2024 heeft de Pixum-app de TIPA World Award ontvangen als "Beste consumentenfotoafdruk-app". Met de prijs worden de toonaangevende foto- en imagingproducten van het jaar onderscheiden. 
In Nederland, België en Duitsland is Pixum diverse malen onderscheiden vanwege de kwaliteit van de producten en dan met name het fotoboek.

## Referentielijst
1. ↑  (de) Pixum im Kölner Süden Kölner Unternehmen gilt als Pionier des Online fotoservice, KStA, 29 juni 2018
2. ↑  (en) Pixum Increases Meeting Efficiency by 30%Using MindMeister and G Suite
3. ↑  (de) Warum wir eine alternative Betriebsrat grundeten, Xing.com
4. ↑  (de) Pixum feiert Geburtstag, photoscala, 12 oktober 2006
5. ↑  (de) Das sind die Pixum-Workshops auf der photokina, digitalphoto.de, 19 augustus 2016
6. ↑  Thuiswinkel Waarborg, certificaat
7. ↑  Winmag, 16 juli 2019
8. ↑  (de) Digitalkamera.de, 21 december 2000
9. ↑  (de) Pixum und das Museum Ludwig setzen Zusammenarbeit fort, presseportal.de, 16 oktober 2018
10. ↑  (de) Pixum macht als neuer Partner Druck beim DHB, dhb.de, 24 april 201
11. ↑  (de) Der Pixum Super Cup, liquimoly-hbl.de, 8 februari 2015
12. ↑  (de) Sponsoren. Generali Köln Marathon. Geraadpleegd op 29 april 2024.
13. ↑  (fr) Pixum récompensé par le prix Deloitte Technology Fast 50 Award, 26 november 2007
14. ↑  (de) Diginet GmbH & Co. KG. TOP 100. Geraadpleegd op 29 april 2024.
15. ↑  (de) Pixum - Diginet GmbH & Co. KG Great Place to Work®. www.greatplacetowork.de. Geraadpleegd op 29 april 2024. [dode link]
16. ↑  (en) Pixum App. TIPA. Geraadpleegd op 29 april 2024.
17. ↑  Test: welk fotoboek is het beste?. ad.nl. Geraadpleegd op 29 april 2024.
18. ↑  Review: foto op canvas bij Pixum | digifoto Starter. www.digifotostarter.nl. Geraadpleegd op 29 april 2024.
19. ↑  Review: foto op aluminium bij Pixum | DIGIFOTO Pro. www.digifotopro.nl. Geraadpleegd op 29 april 2024.